# Digital Competence Framework for Citizens
Das Digital Competence Framework for Citizens (DigComp) ist ein europäischer Referenzrahmen zur Bewertung und Förderung digitaler Kompetenzen im Rahmen von lebenslangem Lernen der Bürger. Entwickelt von der Gemeinsamen Forschungsstelle (JRC) der Europäischen Kommission, dient DigComp als Grundlage für Bildung, Arbeitsmarkt und soziale Teilhabe.  
Die aktuelle Version, DigComp 2.2, definiert 21 digitale Kompetenzen, ist in fünf Hauptbereiche gegliedert:
1. Informations- und Datenkompetenz (z. B. Suche, Bewertung, Verwaltung von Informationen)
2. Kommunikation und Zusammenarbeit (z. B. digitale Interaktion, Datenschutz)
3. Erstellung digitaler Inhalte (z. B. Urheberrecht, Programmierung)
4. Sicherheit (z. B. Schutz persönlicher Daten, Cybersicherheit)
5. Problemlösung (z. B. digitale Werkzeuge nutzen, technische Probleme lösen)

Das Modell wird für Bildungsprogramme, Zertifizierungen (darunter die European Computer Driving Licence) und Strategien zur digitalen Transformation genutzt.